# ライマ・ロコモティブ・ワークス

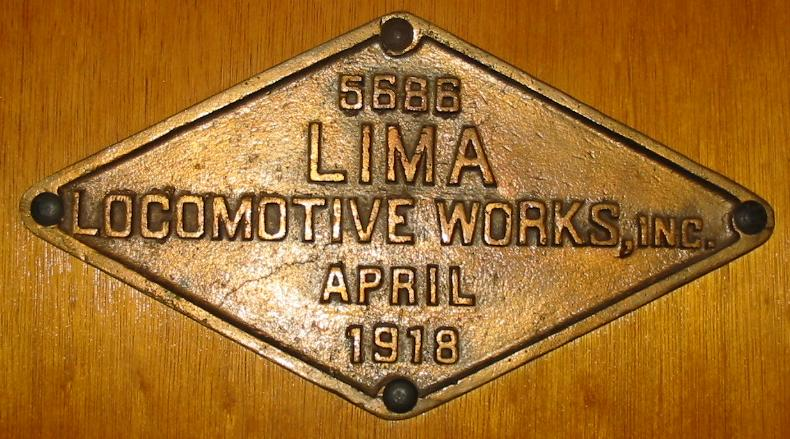
ライマの製造銘板, 1918年

ライマ・ロコモティブ・ワークス (Lima Locomotive Works) は、アメリカ合衆国の1870年代から1950年代にかけて機関車製造業を営んだ会社である。オハイオ州ライマに工場があったことから社名になった。ボルチモア&オハイオ鉄道やニッケルプレート鉄道の本線の間にあった。シェイ式蒸気機関車の製造でよく知られる。実験的機関車A-1を作った会社でもある。

## 歴史

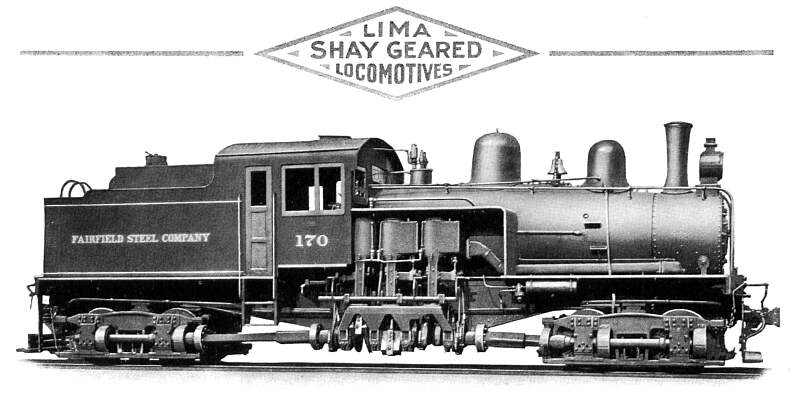
シェイ式蒸気機関車

1987年、ジェームズ・アレイはシェイ式蒸気機関車製造の為、ライマ機械工場を設立した。最初のシェイは1880年に製造され、その成功が会社の基盤を作った。
1902年、火事で焼失したが、生産は継続された。時あたかも、鉄道会社はスピード競争に明け暮れている時代でライマも参入した。スチームクレーンやローターリー式除雪機等の製造も行った。

## スーパーパワー
1920年代に"スーパーパワー"の概念をライマの機械技術者であるウィリアム・E・ウッダードが構想した。蒸気機関車における蒸気発生量を大幅に増やすものだった。それにより、より高出力、高速が可能になった。1922年、H-10実験機関車を製造して実証した。高圧ボイラーと広火室、加熱蒸気の使用で実現した。

## 衰退
1947年、総合機械会社のハミルトンと合併してライマ・ハミルトンになった。
ライマ社の最後の蒸気機関車は1949年、ニッケルプレート鉄道向けの779号機車輪配置2-8-4"バークシャー"であった。同年、車輪配置4-8-6の新型機関車を発表したが押し寄せるディーゼル化の波に押され製造されることはなかった。
1951年、ライマ・ハミルトンはボールドウィンと合併した。ライマもボールドウィンも蒸気機関車製造で実績があったが、ディーゼル機関車の製造においてはアルコやGEの後塵を拝した。1956年、同社は機関車製造から撤退した。
1980年にはクレーンなど建設機械の製造も終了、工場は閉鎖、売却されてしまった。

## 関連
- ライマ・ハミルトンのディーゼル機関車一覧
- チェサピーク・アンド・オハイオ鉄道H8形蒸気機関車
- 阿里山森林鉄路
- 阿里山森林鉄路の蒸気機関車
- 漫画『ねじ式』（つげ義春）にライマ・ロコモティブ・ワークス社製の蒸気機関車が描かれた。

## 参考
- Steam Locomotive Builders
- Lima Locomotive Works and Super Power steam, Trains Magazine
- Lima Locomotive Works
- Hirsimaki, Eric (1986, 2004). Lima: The History. Mukilteo, WA: Hundman Publishing
- Neil L. Carlson, "Super-Power: Building a Mighty Mikado", Trains Magazine, May 2000.
- Neil L. Carlson, "Super-Power: From Berkshire to Big Boy", Trains Magazine, June 2000.